# PT-20教練機
「PT-20教練機」原本是懷因飛機公司(英文:Ryan Aeronautical Company)創辦人克瑞德.懷因於1934年設計的一款全金屬下單翼教練機，原本其公司名稱叫「懷因ST」，ST就是「SPORT TRAINER」，也就是「運動教練機」的意思
此款飛機放在1930年代，算是很先進，而當時美國軍方也想採購下單翼教練機去取代日漸老舊過時的雙翼教練機，於是向該公司下訂購並稱呼其為「PT-20教練機」，綽號「新丁」(英文:Recruit)，作為其正式軍用名稱

## 基本資料
- 機長:6.48米
- 翼展:9.14米
- 機高:2.8米
- 空重:498公斤
- 載重:748公斤
- 最快速度:241公里/小時
- 最大航程:560公里
- 昇限:5337米
- 動力:1俱風冷式倒4汽缸發動機(馬力=125匹)

## 型號
- ST-A:早期民用型
- ST-B:單座位的ST-A
- STM:基本軍用型
- STM-2:荷屬印尼軍用型

荷屬印尼軍的STM-2S水上偵察機

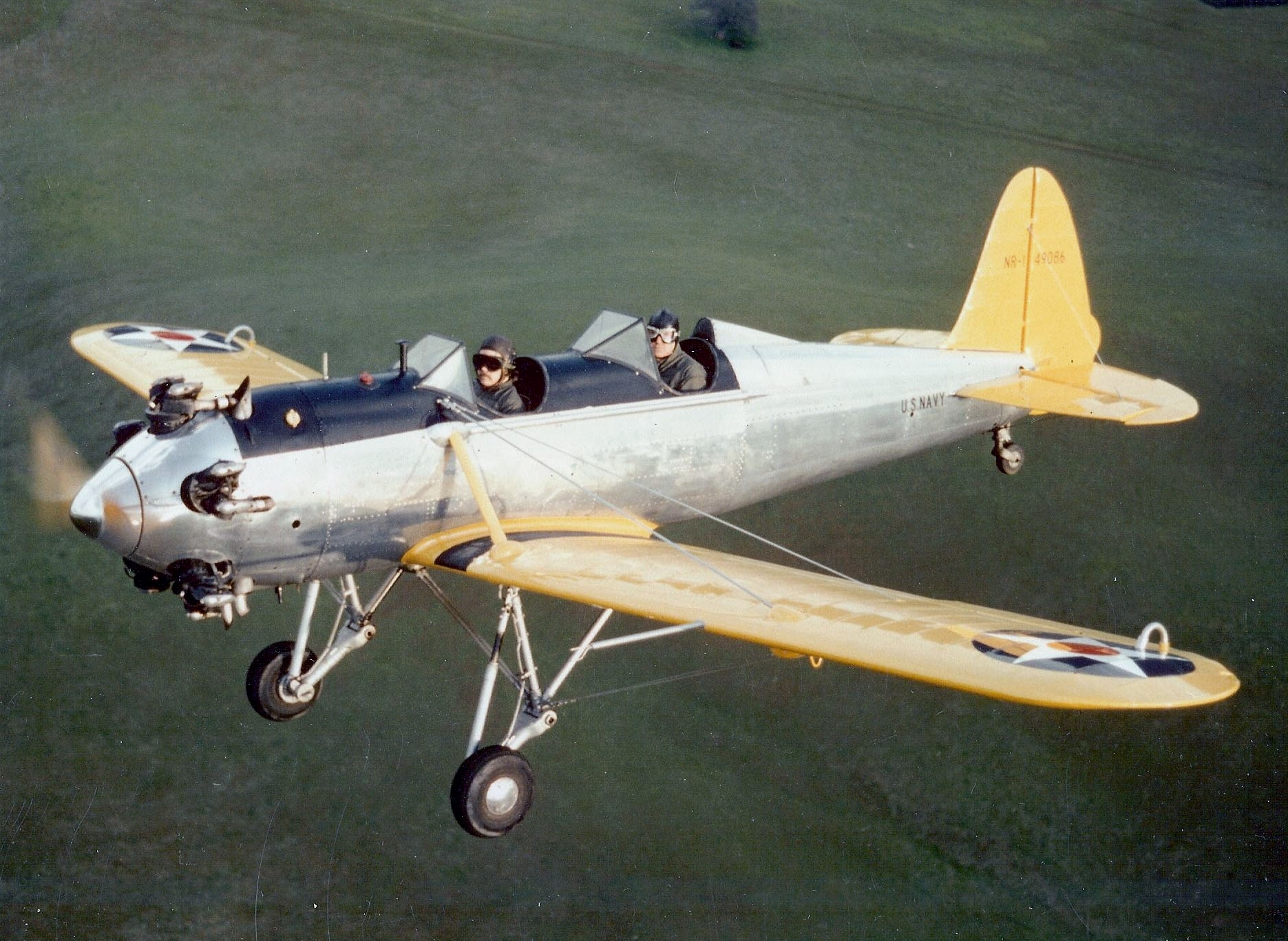
PT-22教練機

- STM-2S:荷屬印尼軍的水上偵察機型，用浮舟代替起落架
- STM-2E:中國軍用型
- STM-2P:單座位的STM-2E，此型號是戰鬥機型，取消前方學員座位，改為安放兩挺機槍和彈葯，配有一個望遠鏡式瞄準器，祇造了兩架，全部賣給中國
- STM-2/PT-20:美軍用教練機，增大駕駛艙，強化滑翔能力
- PT-22:換裝風冷星型金納R-450-1發動機(馬力=160匹)，因此機身橫切面由楕圓變成正圓，機翼略為後掠，後期型取消了固定式起落架的整流罩

## 設計特點
機身為鋁合金製，機翼為金屬和木的混合結構，固定式起落架，下單翼，駕駛艙為開放式雙座，前方是學員，後方是教員

## PT-20教練機在中國
1939年11月15日，中國國民政府向懷因公司訂購48架STM-2E雙座教練機和2架單座STM-2P戰鬥機，總共50架飛機被分成兩次交付
第一批20架在1940年7月被運到緬甸仰光，原本計劃要在仰光組裝後會飛去雲南，但由於被英國人拒絕，故此批飛機繼續去雲南壘充，再於中央飛機製造廠組裝，1940年10月一次日軍轟炸機轟炸壘充，被炸毀一部份飛機
第二批30架在1941年1月在仰光組裝完成，但一時間未能回國，後來想到可以用前方學員座艙裝載燃料，增加航程，再研究過航線地理後發現，在印度汀江附近的喜瑪拉雅山地勢較低，可以從空中飛越，經過計算後發現，可以由汀江飛抵雲南保山，首先在汀江機場加油，然後飛往密支那上空，再沿碗盯公路飛行
行動也被分成兩批次，第一次9架飛機在飛行教官梁亦權領導之下，成功飛越喜瑪拉雅山，進入中國雲南，但卻在祥雲至保山之間墜毀3架飛機，第二次其餘全部21架飛機安全由汀江飛至保山，最後這27架飛機來到昆明
1943年4月至8月，中國經租借法案而得到70架PT-22教練機，這批飛機當時用於中國在印度的飛行學校，抗日戰爭勝利後，這批飛機一部份移交給中國航空公司，在1948年9月，仍有14架PT-22用於中國國民政府空軍

## 使用國家和地區
- 美国
- 中華民國
- 墨西哥
- 玻利维亚
- 尼加拉瓜
- 南非
- 荷屬印尼

## 外部連結
- 美國萊茵PT-20 (STM-2E、STM-2P) 及PT-22初級教練機 （页面存档备份，存于）